# Crunomys celebensis
Crunomys celebensis är en däggdjursart som beskrevs av Guy G. Musser 1982. Crunomys celebensis ingår i släktet Crunomys och familjen råttdjur. Inga underarter finns listade i Catalogue of Life. Enligt en studie från 2017 är Crunomys melanius artens närmaste släkting.

## Utseende
Exemplaren är med en kroppslängd (huvud och bål) av 115 till 127 mm, en svanslängd av 80 till 84 mm och en vikt av 35 till 55 g ganska liten gnagare. De har 25 till 27 mm långa bakfötter och cirka 14 mm stora öron. En tydlig gräns mellan den mjuka och mörka kastanjebruna pälsen på ovansidan och den bruna pälsen på undersidan saknas. Kännetecknande är två vita ringar kring varje öga. Svansen är täckt av små fjäll och borstiga hår. Honans 16 spenar är ordnade i par.

## Utbredning och ekologi
Arten är bara känd från två bergstrakter på Sulawesi. Den hittades där vid 823 respektive 1067 meter över havet. Crunomys celebensis lever i tropiska städsegröna skogar. Den går främst på marken och äter huvudsakligen insekter. Enligt undersökningar av maginnehållet kan även andra leddjur och växtdelar ingå i födan. Det är inget känt angående fortplantningssättet.

## Hot
Beståndet hotas av skogarnas omvandling till risodlingar, annan jordbruksmark samt av skogsbruk. Fram till 2016 var endast tre individer kända som hittades under 1970-talet. IUCN kategoriserar arten globalt som otillräckligt studerad.